# Сторожинецька ратуша
Сторожине́цька ра́туша — приміщення магістрату — органу міського самоврядування міста Сторожинця Чернівецької області. Пам'ятка архітектури місцевого значення. 
Ратуша розташована на розі вулиць Хмельницького і Грушевського, на захід від центрального парку міста. Збудована 1905 року у стилі модерн. 
Споруда двоповерхова, вкрита червоною черепицею, з наріжною, квадратною у плані вежею. На вежі на рівні четвертого поверху розміщений годинник з чотирма циферблатами. Над ним — оглядовий майданчик, куди ведуть круті сходи. Завершенням вежі є декоративна баня з ліхтарем та шпилем. За висотою серед буковинських ратуш вона поступається хіба що чернівецькій ратуші. 
За час існування ратуші в ній завжди містились органи місцевого самоврядування. Нині тут — міська рада Сторожинця.